# Kolnai Kovács Gergely
Kolnai Kovács Gergely (Budapest, 1987. december 27. –) magyar színész.

## Életpályája
Gimnazistaként Kolnayt alakította 2002-ben a Bárka Színház Pál utca fiúk című előadásán. A budapesti Vörösmarty Mihály Gimnázium dráma tagozatán érettségizett, majd egy évet a Nemzeti Színház Stúdiójában töltött. 2007-től a Színház- és Filmművészeti Egyetem hallgatója, osztályvezető tanárai Máté Gábor és Dömötör András voltak. Egyetemistaként gyakorlaton az Örkény István Színházban és a Katona József Színházban szerepelt. 2012-ben diplomás színészként pályáját Jordán Tamás hívására, a szombathelyi Weöres Sándor Színház társulatának tagjaként kezdte. Először a Karneválszínház nyári előadásán játszott Szombathelyen. Vendégként szerepelt a Veszprémi Petőfi Színházban, és az Aquincumi Múzeum szabadtéri színpadán is. 2011-től a 011-Alkotócsoportnak is egyik alapító tagja, előadásaikat több helyszínen tartják. 2015-től a Győri Nemzeti Színház művésze. 2018-tól Kolnai Kovács Gergely néven szerepel, korábbi szerepeit még Kovács Gergely néven játszotta. 2021-től a noÁr mozgalom egyik aktivistája, szóvívője.

## Fontosabb színházi szerepei
- Molnár Ferenc: A Pál utcai fiúk... Kolnay (Bárka Színház) (2002)
- Heinrich von Kleist: Homburg herceg... Mörnerék (Örkény István Színház) (2009)
- Tersánszky Józsi Jenő – Grecsó Krisztián: Cigányok... Rendőr 1 (Katona József Színház) (2010)
- Nádas Péter: Szirénének... szereplő (Kamra) (2011)
- Kisfaludy Károly: Csalódások... Elek, hadnagy (Veszprémi Petőfi Színház) (2012)
- Jékely Zoltán: Oroszlánok Aquincumban... Octavius (Aquincumi Múzeum szabadtéri színpad, 2014)
- Dosztojevszkij – Gyevi-Bíró Eszter – Czukor Balázs: Bűn és bűnhődés...játssza Kovács Gergely (Kolibri Pince) (2016)
- Majdnem 20 (Majdnem Színház – Átrium) (2016)
- Cziczó Attila: Fém... Samu, apuci (Fém Arts & Café) (2019)
- Czukor Balázs: Vonat elé leguggolni... szereplő (2020)

### Vizsgaelőadások: Ódry Színpad
- Varró Dániel: Túl a Maszat-hegyen... szereplő (r. Tóth András) (2009)
- McDonagh-gyakorlatok... Orvos (r. Gothár Péter) (2010)
- Bertolt Brecht: Félelem és macskajaj a Harmadik Birodalomban... szereplő (r. Zsótér Sándor) (2010)
- Georges Feydeau: A hülyéje... Pontagnac; Soldignac; Vendégek (2010)
- Lawrence Block: Pengeél... Eddie (r. Máté Gábor) (2011)
- Oleg és Vlagyimir Presznyakov: Ágytörténetek... szereplő (Szivárványszínű szoba) (2011)
- Lukas Bärfuss: Szüleink szexuális neurózisai... Finom úr (r. Dömötör András) (2011)
- Jean Racine: Egy kis Marivó – Berenice... Titus (r. Hargitai Iván; Máté Gábor) (2011)

### 011-Alkotócsoport
- Kutyaszorítóbban... Kék (2011)
- Valóság Szoba – reallity performance (2014)

### Weöres Sándor Színház, Szombathely
- Ovidius: Átváltozások... szereplő (Karneválszínház)
- Georges Feydeau: Kézről kézre... Germal (rendőr); Lapige (kőműves); Étienne
- Czukor Balázs: Szemben veled... szereplő
- Roland Schimmelpfennig: Az arab éjszaka... Kalil
- Weöres Sándor: Szent György és a sárkány... Silvano silenei katona; Afer római katona
- Egressy Zoltán: Portugál... Bece
- Fjodor Mihajlovics Dosztojevszkij – Jeles András: A félkegyelmű... Burdovszkij
- Ion Luca Caragiale: Zűrzavaros éjszaka... Spiridon
- Bakonyi Károly Mágnás Miska című műve alapján – Czukor Balázs – Khaled-Abdo Szaida: Cudar világ... Miska
- Stephen Sondheim: Félúton a Fórum felé... Hero (Karneválszínház)

### Győri Nemzeti Színház
- Egressy Zoltán: Június... Zár Rudolf
- Kszel Attila: Az ember komédiája... A fiú
- Giulio Scarnacci – Renzo Tarabusi: Kaviár és lencse... Nicola Vietoris
- Beatles.hu... szereplő
- Békés Pál – Várkonyi Mátyás: Félőlény... Porhany
- Tracy Letts: Augusztus Oklahomában... Kicsi Charles Aiken
- Lewis Carroll: Alice Csodaországban... Hernyó; Tweedledum; Áprilisi Nyúl
- Makszim Gorkij: Éjjeli menedékhely... Aljoska
- William Shakespeare: Makrancos Kata... Lucentio, átöltözve Cambio, pisai nemes, Bianca kérője
- Molnár Ferenc: A Pál utcai fiúk... Áts Feri
- Schwajda György: Csoda... Igazgató
- Agatha Christie: A vád tanúja... Leonard Vole
- Anton Pavlovics Csehov: Sirály... Trepljov
- Mikszáth Kálmán: Különös házasság... Bernáth Zsiga
- Antoine de Saint-Exupéry: A kis herceg... A pilóta
- Szabó Magda: Régimódi történet... Kálmánka
- Tasnádi István: Szibériai csárdás... Héricz, újságíró
- Dan Gordon: Esőember (Rain Man)... Charlie Babbitt
- Szigligeti Ede: Liliomfi... Gyuri, pincér
- Carlo Goldoni: Chioggiai csetepaté... Beppe
- Szente Vajk – Galambos Attila – Juhász Levente: Puskás ... Grosics Gyula
- Kszel Attila: Eleven Népmesék... Kadét, Fánkos Flórián
- Marc Norman – Tom Stoppard – Lee Hall: Szerelmes Shakespeare... Marlowe
- Dan Gordonː Esőember... Charlie Babbitt
- Jean-Claude Mourlevatː Jakabak... Bajnok, pincér
- Kszel Attila: Hanyistók... Prémkereskedő/Görög tudós
- Friedrich Schiller: Ármány és szerelem... Von Kalb, udvari marshall
- Csiky Gergely: Buborékok... Béla, országgyűlési képviselő
- Hedry Mária – Móczár Bence: EternalGames – A végtelen játékai ... Gerő/Zsoldos
- Kormos István – Vas Judit Gigi: A pincérfrakk utcai cicák ...V. Lajos, pincsi
- Shakespeare: Szentivánéji álom ...Mesterember

## Filmek, tv
- Átok (sorozat) (2011–2012)... Imi
- Aglaja (2012)... Andrej
- Hacktion (sorozat) (2012)... Meszics
- Tetováltak (2012)... Fiú 1
- Carry Me Away (Együtt) (2013)... Ádám
- Tizenhárom és fél perc (2013)... Lőrinc
- Egyszer volt Budán Bödör Gáspár (2020)... ellenőr
- A hentes (2021)... Erik
- Mintaapák (2021)... István
- Oltári történetek (2022)... Marcell
- A Király (2022)... Divatfotós
- Apatigris (2023)... Vendég
- Legyetek szeretettel (2023)... Pallaghy Joachim